# Unità di intervento speciale
Le Unità d’Intervento Speciale (UnIS) sono particolari reparti d'elite della Polizia di Stato e dei Carabinieri, istituiti nel 1978, e coordinati dal ministero dell'Interno.

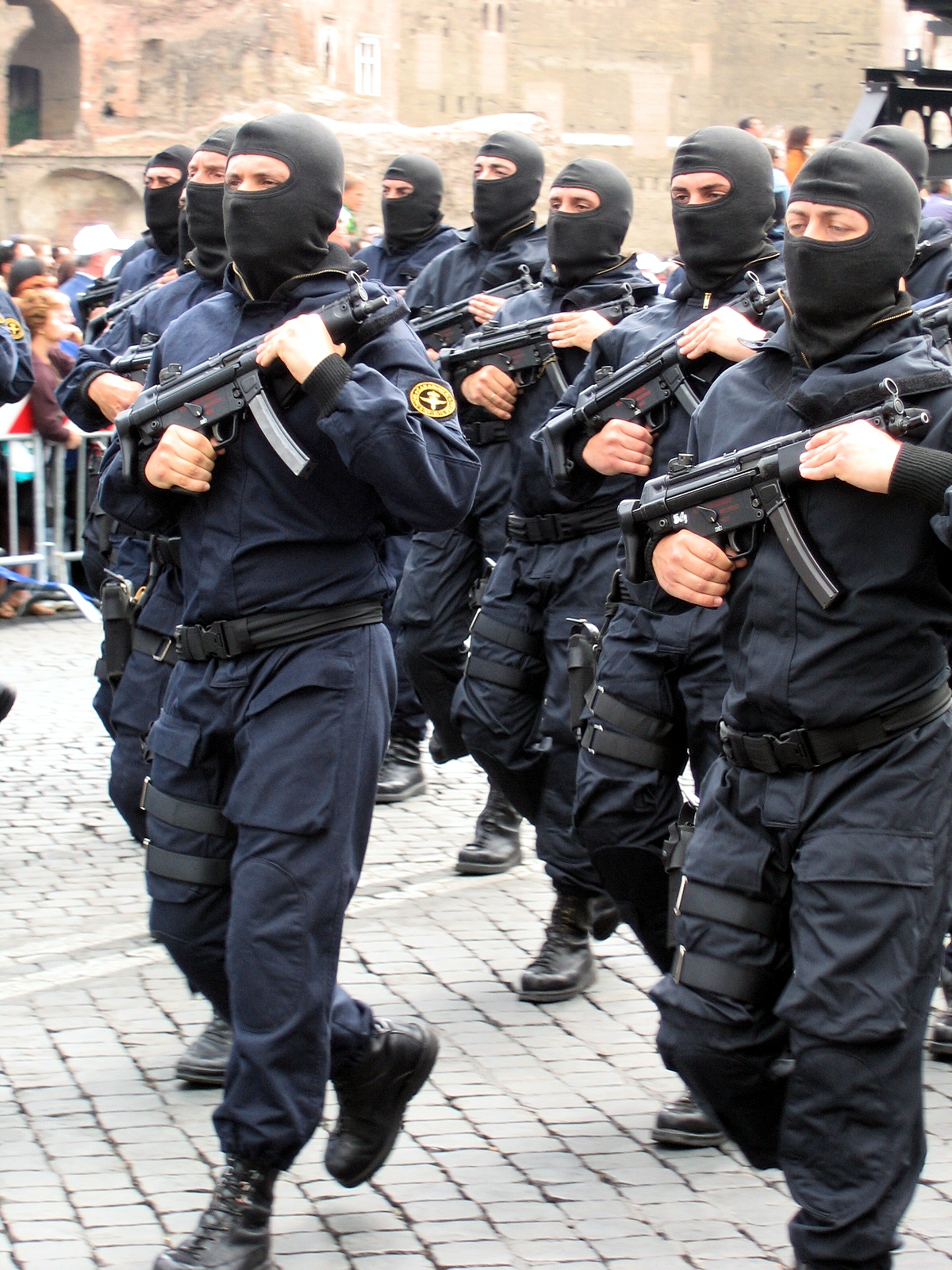
Operatori del GIS dei Carabinieri nel 2006

## Storia
A seguito della forte escalation di attentati durante i cosiddetti anni di piombo, nel giugno del 1977 fu firmato a Roma il Piano Trevi per il contrasto al terrorismo, nazionale e internazionale. Le autorità politiche di governo decisero di istituire delle specifiche unità all'interno dei due reparti più addestrati delle forze armate: i paracadutisti del Col Moschin e gli incursori del COMSUBIN della Marina. Questo personale di pronto impiego h24 in funzione controterrorismo, andava specificamente formato per interventi in ambito civile, con eventuale liberazione di ostaggi da fabbricati, aerei, navi, treni ed autobus. E per questo vennero in sostegno i SAS inglesi che già avevano addestrato i reparti speciali tedeschi e israeliani. Queste unità però non furono mai impiegate in operazioni sul campo, a parte l'allertamento il giorno dopo il rapimento di Aldo Moro nel marzo 1978, allertamento che fu annullato quando l’UNIS era già a bordo degli automezzi. 
Il 24 ottobre 1977 il ministro dell'interno Francesco Cossiga, emanò un decreto, con cui ordinò la creazione di UN.I.S., Unità Interventi Speciali, per affiancare le investigazioni antiterrorismo con azioni di "commando", anche all'interno delle Forze dell'Ordine, con la nascita dei GIS selezionati da una aliquota del 1º Battaglione carabinieri paracadutisti, attivi già da febbraio 1978, e dei NOCS della Polizia, allora anche loro ad ordinamento militare. Saranno a quel punto questi due reparti a essere utilizzati nelle operazioni antiterrorismo e liberazione ostaggi, a cominciare dal dicembre 1980 nel carcere di Trani e nel gennaio 1982 dalla liberazione del generale americano James Lee Dozier.
Il 30 dicembre 1985 fu invece istituito il Gruppo Operativo Speciale (GOS) su disposizione dell'allora ministro della difesa Spadolini, e furono chiamate a farne parte una quota del 9º Reggimento d'assalto paracadutisti "Col Moschin" dell'Esercito e una del GOI del COMSUBIN della Marina, per operazioni speciali e d'intelligence del SISMI.
Tale personale militare, entrò così a far parte delle prime Forze speciali italiane.
Dal 2015, dopo gli attentati di Parigi, le UnIS sono state ricostituite  dal Ministero dell’Interno come Task Unit Antiterrorismo, a Roma e Milano .
Oggi a supporto delle UnIS, su richiesta del ministero dell'interno, lo Stato maggiore della difesa può affiancare le Joint Special Operation Task Force (JSOTF), unità di forze speciali italiane con capacità multi-ambiente.

## Convegno del quarantennale
Il 27 novembre 2018 nella Sala Biblioteca dello Stato Maggiore dell'Esercito  si sono ricordati i 40 anni della nascita dell’UNIS, alla presenza del Capo di S.M. Gen. C.A. Salvatore Farina, del Sottosegretario alla Difesa On. Raffaele Volpi, e degli ex comandanti del “9° Col Moschin”, tra cui il gen. Franco Monticone, il gen. Roberto Vannacci ed il col. Giuliano Angelucci, assieme al comandante del Reggimento col. Yuri Grossi, e numerosi altri militari in servizio ed in congedo, comprese l’Associazione Nazionale Incursori Esercito e la Associazione Nazionale Paracadutisti d’Italia.